# SFA반도체
SFA반도체는 대한민국의 반도체 제조업체이다.

## 사업
반도체조립과 반도체테스트

## 연혁
- 1998년: 6월 30일 에스티에스 설립, 11월 제품을 양산 시작
- 2000년: 3월 20일 에스티에스반도체통신주식회사로 상호명 변경
- 2002년: 10월 충청남도 천안시 서북구 백석동에 신축 공장이 준공, 충청남도 천안시 서북구 차암동에서 충청남도 천안시 서북구 백석동으로 본점 이전, 11월 보광그룹에 편입
- 2003년: 12월 20일 디게이트 반도체와 합병
- 2004년: 10월 에스티에스 중국 공장[PSTS]이 준공
- 2005년: 7월 위-테크 주식회사를 계열사로 편입
- 2007년: 6월 BKSL을 계열사로 편입
- 2007년: 12월 5일 주식회사 코아로직을 인수
- 2010년: 1월 8일 필리핀에 PSPC 법인을 설립[2]
- 2016년: 3월 30일 '주식회사 SFA반도체'로 상호 변경.